# گارلاکهد
گارلاکهد (به انگلیسی: Garelochhead) یک روستا و سربازخانه در بریتانیا است که در آرگایل و بوت واقع شده‌است.